# Thomas Goussé
Pour les articles homonymes, voir Goussé.
Thomas Goussé, né le 3 janvier 1627 à Paris et mort le 4 janvier 1658 dans la même ville, est un peintre français.
Il fut le beau-frère et l'élève d'Eustache Le Sueur.

## Liste des œuvres
- Le retour de Tobie (attribué), Budapest, musée des Beaux-Arts